# Lobocarcininae
Lobocarcininae – wymarła podrodzina skorupiaków z infrarzędu krabów i rodziny Cancridae.
Kraby te cechowały się szerszym niż dłuższym karapaksem o umiarkowanie silnie zaznaczonym podziale na ziarenkowane lub kolczaste regiony. Frontalna krawędź karapaksu zwykle miała 4 lub 6 kolców, a jeśli było ich 5, to środkowy był mały i wyrastał niżej niż pozostałe. Krawędzie orbitalne miały po dwie szczeliny. Liczne, oddzielone do nasady, często dwu- lub trójwidlaste kolce zdobiły krawędzie przednio-boczne karapaksu. Krawędzie tylno-boczne i tylna były ziarenkowane lub opatrzone kolcami.
Podrodzina ta wyewoluowała prawdopodobnie w środkowym eocenie. Najstarsze skamieniałości pochodzą z eoceńskiej Tetydy.
Należą tu 3 rodzaje:
- Lobocarcinus Reuss, 1857
- Miocyclus Müller, 1979
- Tasadia Müller in: Janssen et Müller, 1984